# Ben-Gurion-Haus

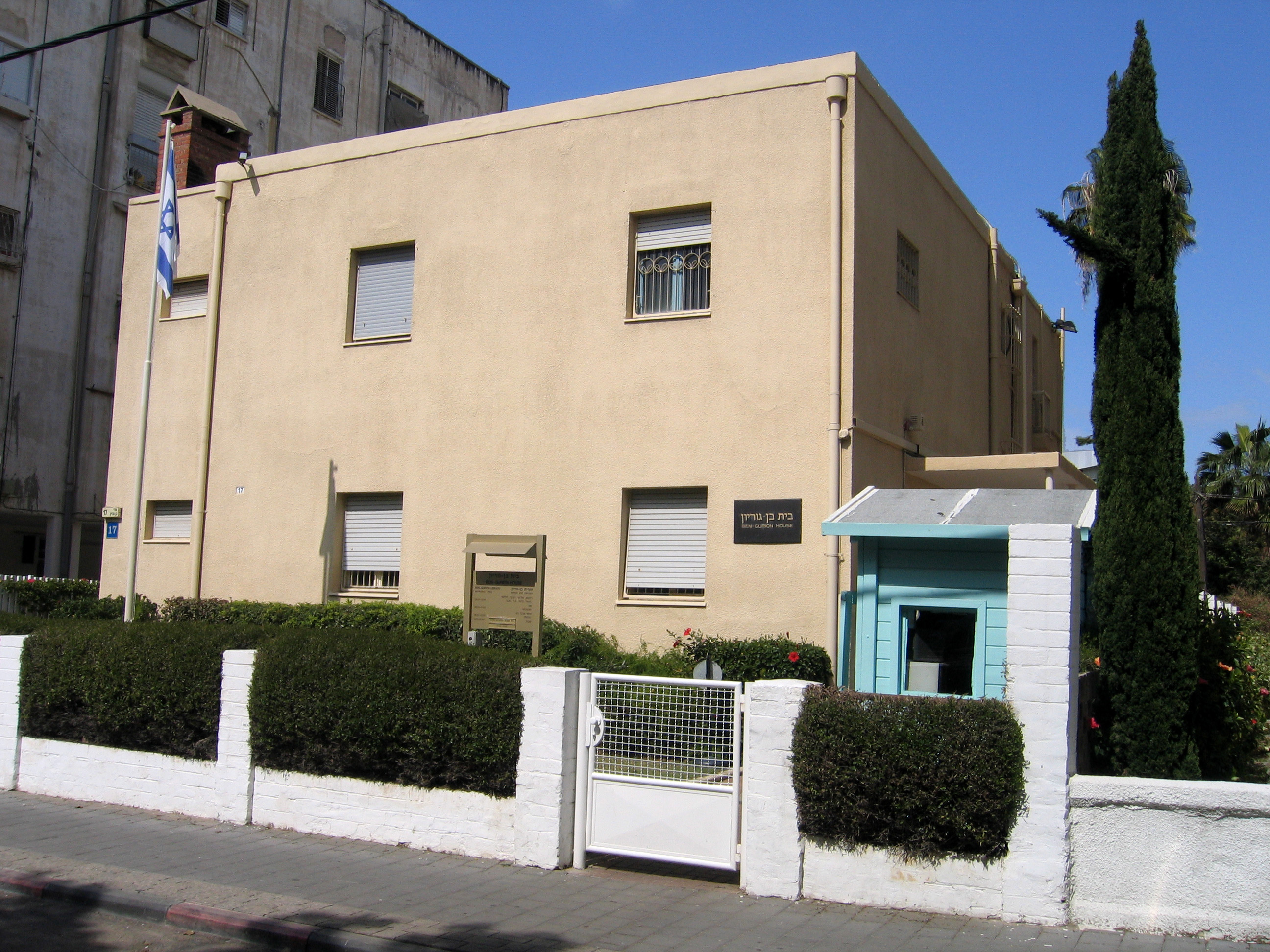
Ben-Gurion-Haus (2009)

Das Ben-Gurion-Haus (hebräisch בֵּית בֶּן-גּוּרִיּוֹן Bejt Ben-Gūrjōn, englisch Ben-Gurion House) in Tel Aviv-Jaffa ist das ehemalige Wohnhaus David Ben-Gurions, Israels erstem Ministerpräsidenten (1948–1954). Heute wird das Gebäude als Bildungs- und Forschungszentrum genutzt und beherbergt u. a. ein Museum sowie die umfangreiche Bibliothek Ben-Gurions.
Das Ben-Gurion-Haus wurde 1930–1931 nach einem Entwurf des Architekten David Tuvia auf einem Grundstück des Jüdischen Nationalfonds gebaut und hatte – wie in Arbeitervierteln zu jener Zeit üblich – lediglich einen Raum.  Im Jahr 1946 wurde das Haus erweitert und 1960 renoviert.
Das Gebäude wurde lange Zeit von Ben-Gurion und seiner Familie bewohnt, neben einem Anwesen in der Negev-Wüste (Tzrif Ben Gurion), sowie seinem offiziellen Amtssitz in Jerusalem (Beit Julius Jacobs). Vor seinem Tod 1973 vermachte er das Haus dem Staat Israel mit dem Wunsch, es als Bildungs- und Forschungszentrum zu nutzen. Seit dem 29. November 1974 ist das kaum veränderte Gebäude der Öffentlichkeit zugänglich. 1976 verabschiedete die Knesset das David Ben-Gurion Law, welches u. a. die weitere Verwendung des Hauses im Sinne Ben-Gurions gesetzlich regelt. Außerdem wurde nach Ben-Gurions Tod der Name der Straße, in der sich das Haus befindet, in Sderot Ben-Gurion (שְׂדֵרוֹת בֶּן-גּוּרִיּוֹן Sderōt Ben-Gūrjōn, deutsch ‚Ben-Gurion-Allee‘, englisch Ben-Gurion Boulevard) geändert.

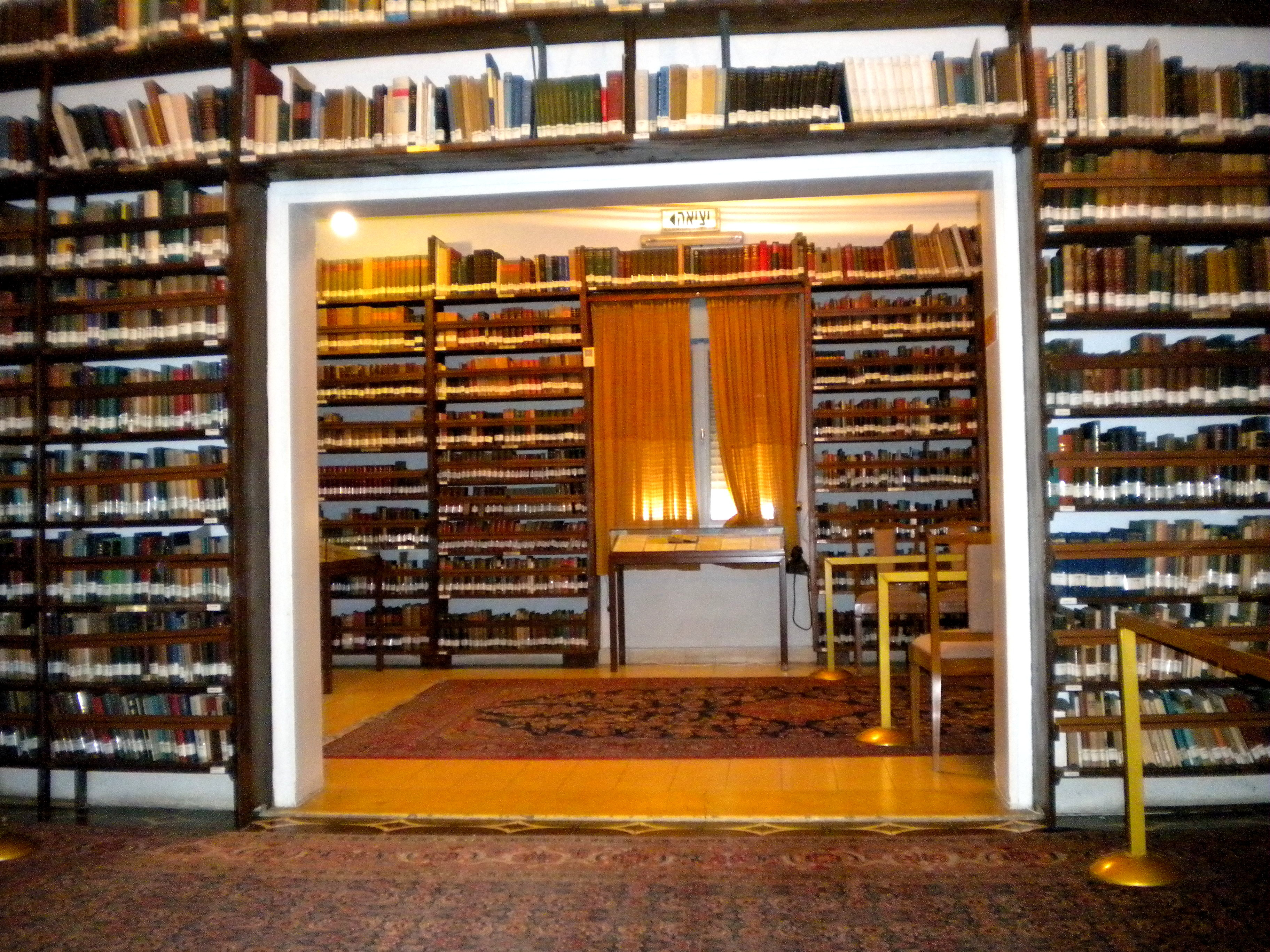
Blick in die Bibliothek

Der erste Stock wurde ausschließlich von David Ben-Gurion genutzt. Hier befindet sich ein Schlafzimmer, eine Toilette, sowie eine Bibliothek, die sich über vier Räume erstreckt. Die Bibliothek umfasst über 20.000 Werke in neun verschiedenen Sprachen, darunter auch Publikationen auf Hebräisch, Deutsch, Russisch, Englisch, Türkisch, Französisch, Latein und Griechisch.
Im Erdgeschoss befindet sich die Küche (Paulas's room), in dem Ben-Gurion 1973 seine letzten Tage verbrachte, bevor er ins Krankenhaus eingewiesen wurde. Außerdem ist hier ein Schlafzimmer seiner Tochter, das auch Ben-Gurion als Schlafzimmer sowie als Schutzraum während zweier Konflikte, der Sueskrise 1956/57 sowie dem Sechstagekrieg 1967, diente.
Das Ben-Gurion-Haus befindet sich in den Sderot Ben-Gurion 17, Tel Aviv-Jaffa und ist sonntags, dienstags, mittwochs und donnerstags 8–15 Uhr, montags 8–17 Uhr und freitags 8–13 Uhr geöffnet. Der Eintritt ist frei.